# Talang Medan
Talang Medan is een bestuurslaag in het regentschap Muko-Muko van de provincie Bengkulu, Indonesië. Talang Medan telt 1067 inwoners (volkstelling 2010).